# Alfredo Cattabiani
Alfredo Cattabiani (Torino, 26 maggio 1937 – Santa Marinella, 18 maggio 2003) è stato uno scrittore, giornalista e traduttore italiano.

## Biografia
Nacque da Leonildo, musicista, e Anna Maria Borletto, maestra sarta. Studiò dalla prima elementare alla terza liceo all'Istituto Sociale dei Padri Gesuiti e si laureò con Luigi Firpo alla facoltà di Scienze politiche con una tesi sul pensiero politico del conte Joseph de Maistre.
Determinante per la sua formazione spirituale e politica fu l'incontro con scrittori come Mircea Eliade, Augusto del Noce, Simone Weil, René Guénon, Joseph de Maistre. Ma non meno determinante è l'aver vissuto in una Torino la cui temperie culturale Cattabiani percepiva egemonizzata «dalle contraddizioni totalitarie della cultura marxista-leninista» e dall'«intolleranza di quelle neo-illuminista e neo-positivista».
Nel 1962 fondò a Torino, con altri amici che gravitavano intorno ad Augusto Del Noce, le Edizioni dell'Albero, per opporsi a quello che riteneva essere il monopolio della cultura di sinistra marxista allora dominante nell'editoria italiana. Contemporaneamente collaborò a quotidiani e riviste letterarie e pubblicò un'antologia degli scritti politici di Georges Bernanos con un ampio saggio introduttivo.
Nel 1965 partecipò con la relazione Un'esperienza controrivoluzionaria dei cattolici francesi al "Convegno sulla guerra rivoluzionaria", più tardi noto come "Convegno dell'Hotel Parco dei Principi", organizzato dall'Istituto di studi militari Alberto Pollio a Roma.
Nel 1966 assunse la direzione editoriale della casa editrice Borla di Torino, dove restò fino al 1969 creando nuove collane fra cui "Documenti di cultura moderna", a cura di Augusto Del Noce ed Elémire Zolla, pubblicando autori allora "dimenticati" come Hans Sedlmayr, Abraham Joshua Heschel, Simone Weil, Mircea Eliade o Chogyam Trungpa.
Nel 1969 si trasferì a Milano, dove Edilio Rusconi gli affidò la direzione editoriale della neonata Rusconi Libri, che in breve tempo s'impose sul mercato con opere letterarie quali Il Signore degli Anelli di J. R. R. Tolkien, La colonna e il fondamento della Verità di  Pavel Aleksandrovič Florenskij (prima traduzione mondiale), Difesa della luna di Guido Ceronetti, che segnò l'esordio dello scrittore, Il flauto e il tappeto di Cristina Campo (poi ripubblicato con grande successo da Adelphi negli anni ottanta con il titolo Gli imperdonabili), Heliopolis e Eumeswil di Ernst Jünger, Il quinto evangelio di Mario Pomilio e le opere di esordio del premio Nobel Patrick Modiano.
Ma fu soprattutto nelle collane saggistiche che la Rusconi, sotto la direzione di Cattabiani, propose una cultura riconducibile alle diverse declinazioni del pensiero sapienziale non illuminista, con autori come il teologo Hans Urs von Balthasar, il filosofo Augusto Del Noce, di cui pubblicò Il suicidio della rivoluzione e Il cattolico comunista, gli storici delle religioni Mircea Eliade, Seyyed Hossein Nasr, Ananda Coomaraswamy, René Guénon, l'etno-musicologo Marius Schneider, lo storico dell'arte Hans Sedlmayr, il biologo Giuseppe Sermonti, Simone Weil, Abraham Heschel, Titus Burckhardt, Fausto Gianfranceschi. A sua volta Giuseppe Prezzolini iniziò l'ultima sua intensa attività come scrittore pubblicando varie opere presso la Rusconi, dal Manifesto dei conservatori alla ormai celeberrima antologia della Voce. Vennero anche riproposti classici del pensiero tradizionale, da Joseph de Maistre a Pavel Florenskij, a Juan Donoso Cortés.
Cattabiani impostò anche una fortunata collana musicale diretta da Piero Buscaroli e Paolo Isotta e un'altra di classici di filosofia, diretta da Vittorio Mathieu, Giovanni Reale, Giovanni Santinello e Adriano Bausola, che continua ancora oggi presso la Bompiani col nuovo titolo di Il pensiero occidentale e ha pubblicato con successo commerciale i classici da Platone a Plotino, da Filone d'Alessandria a Dionigi Areopagita a Meister Eckhart. Contemporaneamente tradusse opere di Simone Weil, Jules Barbey d'Aurevilly, Pierre Drieu La Rochelle; e collaborò alle pagine culturali di vari giornali.
Nel 1979 abbandonò l'editoria e cambiò professione: si trasferì a Roma, dove divenne giornalista professionista dirigendo fino all'autunno del 1981 le pagine culturali e degli spettacoli del Settimanale e collaborando contemporaneamente alla terza pagina del quotidiano Il Tempo, curata da Fausto Gianfranceschi. Successivamente scrisse per la rivista di apologetica cattolica Il Timone.
Con la chiusura del Settimanale lasciò il giornalismo attivo, limitandosi soltanto a collaborazioni a quotidiani e settimanali, preferendo rimanere indipendente da qualunque partito ed orientamento politico. Cominciò allora a ideare e condurre programmi radiofonici per la Rai e, nello stesso tempo, a scrivere vari libri sugli argomenti di cui fu studioso: storia delle religioni, tradizioni popolari e simbolismo. Esordì con una raccolta di racconti, Bestiario, con protagonisti animali reali, simboli e incarnazioni di "energie cosmiche", e con un dialogo filosofico e teologico su alcune piante, Erbario, ambientato sull'isola Bisentina del lago di Bolsena.
Dal 1973 al 2003 ha fatto parte degli Amici della Domenica, i componenti della giuria del Premio Strega.
All'analisi del simbolismo insito nel mondo che ci circonda, ossia il Libro della Natura, dedicò quella che chiamò Storia dell'Immaginario pubblicando i seguenti volumi:
- Bestiario di Roma, sugli animali dipinti e scolpiti nella capitale, scritto con la moglie Marina Cepeda Fuentes;
- Simboli, miti e misteri di Roma;
- Florario, dedicato al mondo delle piante e dei fiori;
- Planetario, dedicato alle stelle e ai pianeti;
- Volario sugli esseri alati, dagli uccelli agli insetti alle creature fantastiche;
- Acquario, sugli esseri delle acque: gli ultimi quattro, primi di una serie in preparazione, dedicata ai miti, simboli, leggende e tradizioni ispirate dai mondi vegetale, animale, minerale e astrale, che formerà, completata, una Storia dell'immaginario.

Alle tradizioni italiane dedicò una trilogia:
- Calendario, un viaggio nel calendario per spiegare l'origine, il significato e il simbolismo delle sue feste liturgiche e profane, delle tradizioni, delle usanze;
- Santi d'Italia[6];
- Lunario, un viaggio tra le varie feste e tradizioni dell'Italia, contributo alla memoria e conservazione della cultura popolare e tradizionale italiana.

Nel 2001 pubblicò una raccolta di alcuni suoi racconti-dialoghi sugli animali scritti tra il 1983 e il 2001 con cui vinse il premio Basilicata per la narrativa.
Nel 1991 si trasferì in una casa medievale del quartiere San Pellegrino a Viterbo. Dopo dieci anni, nel 2001, scelse come nuova residenza una cittadina sul litorale laziale, Santa Marinella. Qui visse con la sua seconda moglie Marina Cepeda Fuentes, di origine spagnola, anche lei nota come conduttrice radiofonica e studiosa di tradizioni popolari.

## Attività letteraria

### Pubblicazioni
Ha curato un'antologia di scritti politici di Georges Bernanos (Bernanos, Volpe, 1964), traducendola e scrivendo anche un saggio introduttivo; Le serate di San Pietroburgo (Rusconi, 1972) con un suo saggio introduttivo; un'antologia del pensiero di Joseph de Maistre, Breviario della tradizione (Edizioni Il Cerchio 2000) con un saggio introduttivo.
Ha tradotto di Pierre Drieu La Rochelle Racconto segreto (Longanesi, 1965), con un saggio introduttivo di Carlo Bo; Piccoli borghesi (Longanesi, 1969), Che strano viaggio (Rusconi, 1971) con un suo saggio introduttivo; di Jules Barbey d'Aurevilly Le diaboliche (Rusconi, 1977) insieme ad Anna Rosso, con un suo saggio introduttivo; di Simone Weil L'amore di Dio (Edizioni Borla, 1968) insieme a Giulia Bissaca, con un saggio introduttivo di Augusto del Noce; di Antonio Rosmini Frammenti di una storia della empietà (con una nota di Marco Albertazzi, La Finestra editrice, 2002); Arte della prudenza di Baltasar Gracián (ancora inedito), con un suo saggio introduttivo.
Centinaia di articoli sono sparsi in vari quotidiani e periodici fra i quali Il Tempo (dal 1963), Nostro Tempo (dal 1966 al 1970 e poi dal 1998), L'Osservatore Romano (dal 1966 al 1970); Il Settimanale (dal 1974 al 1981), Il Sabato (dal 1988 al 1991); L'Italia settimanale (dal 1993 al 1995), Lo Stato (dal 1997 al 1998), Il Giornale (dal 1994), Avvenire (dal 1999), Il Sole 24 Ore (dal 2002).
Ha lasciato decine di scritti inediti che, dal gennaio 2013, vengono pubblicati periodicamente nella sua pagina su Facebook.
Ma anche alcuni libri, fra cui il volume sugli animali terrestri, miti e leggende, intitolato Terrario da pubblicarsi con la Mondadori.

## Premi
- 1978 - Premio Scanno per il giornalismo.
- 1986 - Premio Tevere.
- 1993 - Premio Estense.
- 1997 - Premio Scanno per la narrativa.
- 1999 - Premio Repubblica di San Marino.
- 2001 - Premio letterario Basilicata per la narrativa.[7]

## Opere
- Giani Stuparich, Messina-Firenze, G. D'Anna, 1957.
- Bernanos, Roma, Volpe Editore, 1965. (curatela antologica di scritti)
- Erbario. Dialoghi sulle piante e sui fiori simbolici, Milano, Rusconi, 1985.
- Alfredo Cattabiani e Marina Cepeda Fuentes, Bestiario di Roma, Roma, Newton Compton, 1986. Premio Tevere 1986.
- Calendario. Le feste, i miti, le leggende e i riti dell'anno, Milano, Rusconi, 1988. Mondadori, 2003.
- Bestiario, Novara, De Agostini, 1990.
- Simboli, miti e misteri di Roma, Roma, Newton Compton, 1990.
- Santi d'Italia, Milano, Rizzoli, 1993. Premio Estense 1993 - BUR Saggi, 2004.
- Lunario. Dodici mesi di miti, feste, leggende e tradizioni popolari d'Italia, Milano, Mondadori, 1994. Nuova edizione riveduta e ampliata negli Oscar Mondadori, 2002.
- Florario. Miti, leggende e simboli di fiori e piante, Milano, Mondadori, 1996. Oscar Mondadori, 1998; Premio Scanno 1997.
- Planetario. Simboli, miti e misteri di astri, pianeti e costellazioni, Milano, Mondadori, 1998. Oscar Mondadori, 2001; premio Repubblica di San Marino, 1999.
- Breve storia dei giubilei (1300-2000), Collana Saggi tascabili, Milano, Bompiani, 1999, ISBN 978-88-452-4212-0.
- Volario, Milano, Mondadori, 2000. Oscar Mondadori, 2001.
- Zoario. Storie di gatti, aironi, cicale e altri animali misteriosi, Milano, Mondadori, 2001. Premio Basilicata per la narrativa 2001.
- Acquario. Simboli, miti, credenze e curiosità sugli esseri delle acque: dalle conchiglie alle sirene, dal delfino ai coccodrilli, dagli dei agli animali fantastici, Milano, Mondadori, 2002.
- Santi del Novecento. I grandi testimoni della fede del nostro tempo, Milano, Rizzoli, 2005.